# Primarias del Partido Republicano de 2008 en Nueva Jersey
Las primarias republicanas de Nueva Jersey, 2008 fueron el 5 de febrero de 2008, con 52 delegados nacionales.

## Resultados

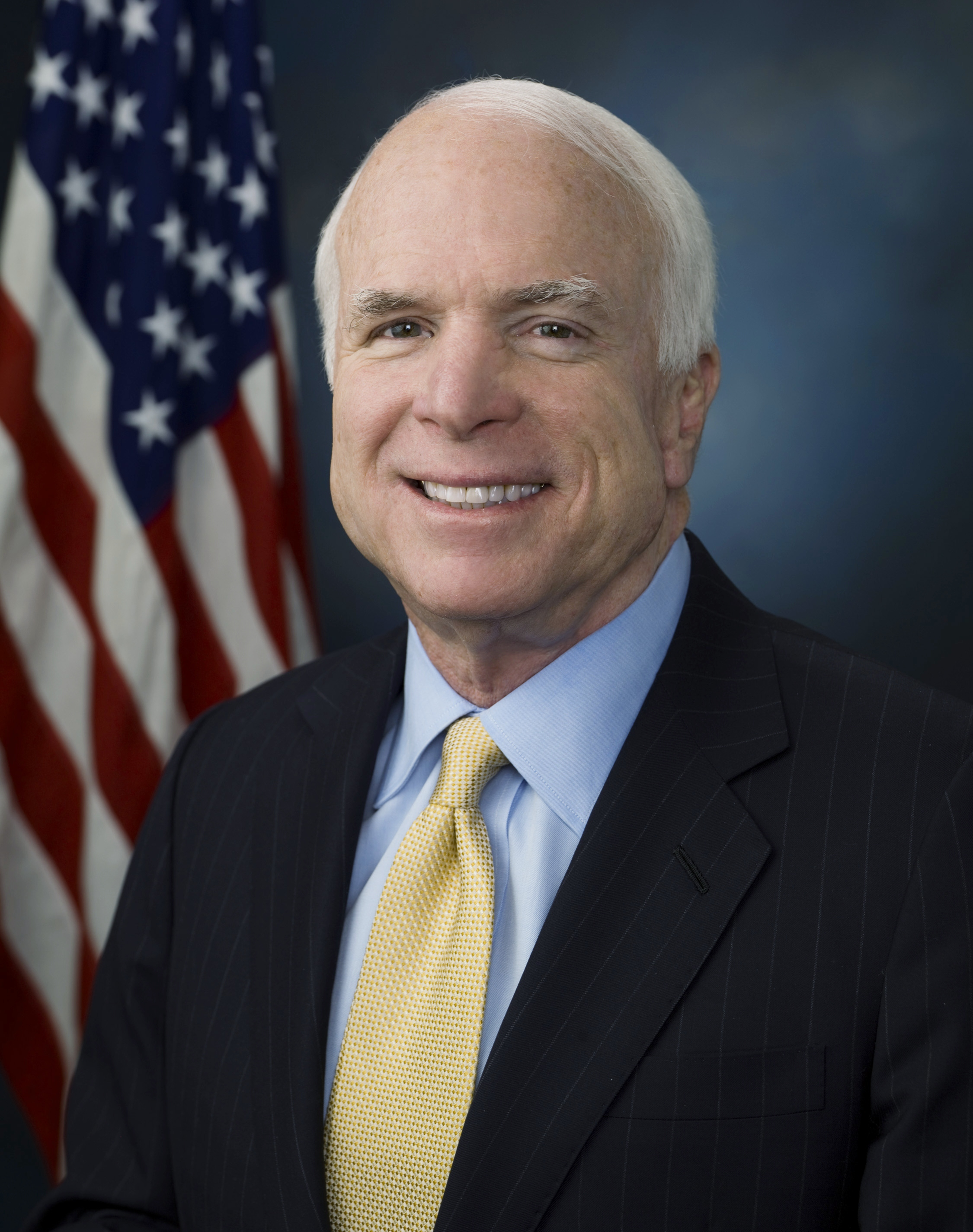
John McCain, vencedor en las primarias (retrato oficial 2009)

| Candidato     | Votos   | Porcentajes | Delegados |
| ------------- | ------- | ----------- | --------- |
| John McCain   | 309,622 | 55.8%       | 52        |
| Mitt Romney   | 158,533 | 28.57%      | 0         |
| Mike Huckabee | 45,625  | 8.22%       | 0         |
| Ron Paul      | 26,861  | 4.84%       | 0         |
| Rudy Giuliani | 14,253  | 2.57%       | 0         |
| Total         | 554,894 | 100%        | 52        |